# Adoniran Barbosa
João Rubinato (Valinhos, 6 août 1910 - São Paulo, 23 novembre 1982), plus connu comme Adoniran Barbosa est un compositeur, chanteur, humoriste et acteur brésilien. Rubinato a interprété plusieurs personnages à la radio, dont Adoniran Barbosa, qui a été confondu avec son créateur en raison de son extrême popularité.

## Biographie
Rubinato était le fils de Ferdinando et d'Emma Rubinato, immigrés italiens de la ville de Cavarzere, province de Venise, arrivés au Brésil en 1895. Pour tenter de résoudre ses problèmes financiers, sa famille, avec huit enfants, changea plusieurs fois de ville, de Valinhos à Jundiaí, puis à Santo André et enfin São Paulo. João quitte l'école prématurément parce qu'il n'aimait pas étudier, et par nécessité de soutenir sa famille.
À Jundiaí, João est livreur de plats préparés à domicile. Il devient ensuite balayeur dans une usine, ouvrier dans le tissage, peintre, plombier, serrurier et garçon de café. Il apprit le métier d'ajusteur, mais ne put l'exercer en raison d'une maladie pulmonaire. En 1932, alors qu'il était livreur d'une boutique de tissus, il se fait chanteur de rue, s'accompagnant de rythmes battus sur une boîte d'allumettes. Il rêve d'une carrière artistique, et s'essaye au théâtre, tout en participant à des concours de chanteur débutant en interprétant des compositions d'artistes connus comme Ismael Silva, Nilton Bastos et Noel Rosa.
C'est de cette époque que datent ses premières compositions. En 1934 il gagne le prix du concours de musiques de carnaval de la municipalité de São Paulo. Il commence alors à travailler à la radio, sans que cette occupation lui permette à elle seule de vivre.
Dans les années 1940, João Rubinato devient présentateur, humoriste et acteur radiophonique. Il crée alors ses personnages populaires, dont le style et le langage lui serviront dans ses chansons.
En 1951, l'enregistrement de Saudade da maloca sous le nom d'Adoniran Barbosa marque le succès de ce personnage de João Rubinato, qui sera désormais connu sous ce nom.
Son plus grand succès, Trem das Onze, de 1964, devient familier à tous les Brésiliens, mais n'enrichit pas son auteur. Repris par l'ensemble musical de São Paulo Demônios da Garoa (« Démons de la bruine »), il marque la reconnaissance nationale d'Adoniran Barbosa à Rio de Janeiro et dans le reste du pays. Ses chansons deviennent des passages obligatoires dans les cercles de samba et les salles de spectacle musical.
Adoniran Barbosa est mort en 1982 à 72 ans.

## Caractère des sambas de Adoniran Barbosa
On classe généralement les compositions de Adoniran Barbosa dans le genre du samba.
Ses chansons, dont les textes sont suffisamment courts pour être retenus par tous, évoquent la vie sentimentale et matérielle des habitants pauvres de São Paulo. À l'occasion, il évoquent la culture de la débrouille (malandragem (pt)) dont le réalisme s'oppose au vertueux discours officiel. Ils marquent l'incidence de l'italien dans le langage de la capitale de l'État de São Paulo, dans un style de chanson dont le rythme est plus typiquement brésilien. « C'est la voix de la ville », disait de lui Antonio Cândido (pt).

## Discographie
- 1951 - "Os mimosos colibris/Saudade da maloca" (78 tours)
- 1952 - "Samba do Arnesto/Conselho de mulher" (78 tours)
- 1955 - "Saudosa maloca/Samba do Arnesto" (78 tours)
- 1958 - "Pra que chorar" (78 tours)
- 1958 - "Pafunça/Nóis não usam bleque tais" (78 tours)
- HS/D Music - "Aqui Gerarda!/Juro, amor!" (78 tours)
- 1972 - "A Música Brasileira Deste Século -Adoniran Barbosa"
- 1974 - "Adoniran Barbosa"
- 1975 - "Adoniran Barbosa"
- 1979 - "Seu Último Show" (En Vive)
- 1980 - "Adoniran Barbosa e Convidados"
- 1984 - "Documento Inédito"
- 2003 - "2 LPs em 1" (Re-lancement des LPs de 1974 et 1975)

### Compilations
- 1990 - "Claudinha Do céu" (Avec interprètes de sas musiques)
- 1996 - "MPB Compositores: Adoniran Barbosa" (Avec participations et interprètes de sas musiques)
- 1999 - "Meus Momentos: Adoniran Barbosa"
- 1999 - "Raízes do Samba: Adoniran Barbosa"
- 2001 - "Para Sempre: Adoniran Barbosa"
- 2002 - "Identidade: Adoniran Barbosa"
- 2004 - "O Talento de: Adoniran Barbosa" (Avec participations spéciales)

### Vidéo
- 1972 - "Programa Ensaio: Adoniran Barbosa"

## Chansons les plus connues
- Malvina, 1951
- Saudosa maloca (pt), 1951
- Joga a chave, 1952
- Samba do Arnesto, 1953
- As mariposas, 1955
- Iracema, 1956
- Apaga o fogo Mané, 1956
- Bom-dia tristeza, 1958
- Abrigo de vagabundo, 1959
- No morro da Casa Verde, 1959
- Prova de carinho, 1960
- Tiro ao Álvaro, 1960
- Luz da light, 1964
- Trem das Onze, 1964
- Trem das Onze, avec les Demônios da Garoa, 1964
- Aguenta a mão, 1965
- Samba italiano, 1965
- Tocar na banda, 1965
- Pafunça, 1965
- O casamento do Moacir, 1967
- Mulher, patrão e cachaça, 1968
- Vila Esperança, 1968
- Despejo na favela, 1969
- Fica mais um pouco, amor, 1975
- Acende o candeeiro, 1972

### Filmographie
- 1953 : Sans peur, sans pitié (O Cangaceiro) de Lima Barreto
- 1955 - A Carrocinha (pt) d'Agostinho Martins Pereira